# John Patrick Micklethwait Brenan
John Patrick Micklethwait Brenan (Chislehurst, 19 de junho de 1917 — Kew, 26 de setembro de 1985) foi um botânico britânico.